# Тунгуска (зенитный ракетно-пушечный комплекс)
«Тунгу́ска» (индекс ГРАУ — 2К22, по классификации NATO — SA-19 Grison (с англ. — «гризон») — советский и российский зенитный пушечно-ракетный комплекс (ЗПРК), боевая машина (зенитная самоходная установка (ЗСУ)) разработки Тульского КБ приборостроения (имеет индексы 2С6 и 2С6М).
Оптико-электронные и оптико-механические приборы «Тунгуски» разработаны в ЛОМО. Название комплекс получил от названия реки Тунгуски (притока Амура) — аналогично ЗСУ-23-4 или «Шилка».

## История создания
Уже к началу 1970-х годов стала очевидна недостаточная эффективность самоходного зенитного артиллерийского комплекса «Шилка» в качестве средства ПВО ближнего радиуса действия. Малая эффективная дальность огня и недостаточное поражающее действие 23-мм снарядов резко снижала эффективность установки против новых высокоскоростных воздушных целей: самолётов-штурмовиков, защищённых бронёй, и вертолётов, оборудованных противотанковыми управляемыми ракетами, способными поражать наземные цели с расстояния нескольких километров.
Первоначально в 1970 году было выдано задание на проектирование нового пушечного зенитного комплекса. Но затем по итогам проведённой в 1973 году НИР «Запруда», в рамках которой исследовались вопросы защиты войск от ударных вертолётов вероятного противника, стало очевидным, что перспективная ЗСУ должна быть оборудована и зенитными ракетами, чтобы улучшить её возможности по борьбе с вертолётами.
К концу 1970-х годов разработка была завершена. По результатам проведённых в 1980—1981 годах испытаний комплекс был доработан и 8 сентября 1982 года принят на вооружение Советской Армии в Вооружённых силах СССР. Первоначально он имел 4 ракеты, затем 8.
Задействованные структуры
В разработке и производстве боевых и учебных средств комплекса «Тунгуска» были задействованы следующие структуры:
- комплекс в целом — конструкторское бюро приборостроения, г. Тула Тульской обл. (разработка);[3] Ульяновский механический завод, г. Ульяновск Ульяновской обл. (производство);[4]
- гусеничное шасси — Мытищинский машиностроительный завод и Мытищинский вагоностроительный завод, г. Мытищи Московской обл. (производство);[5] Минский тракторный завод, г. Минск Белорусской ССР (производство);[6]
- башня — Горьковский машиностроительный завод, г. Горький Горьковской обл. (разработка/производство);[7]
- зенитные автоматы — Тульский машиностроительный завод, г. Тула Тульской обл. (производство);[8]
- вычислители — научно-исследовательский институт физических проблем, г. Зеленоград, г. Москва. (разработка);[9]
- счётно-решающее устройство (СРУ) — научно-исследовательский электромеханический институт, г. Москва (разработка);[10]
- оптико-электронные и оптико-механические приборы — Ленинградское оптико-механическое объединение, г. Ленинград (разработка/производство);[11]
- приводы наведения, система наведения и стабилизации оптического прицела (СНСОП) — ВНИИ «Сигнал», г. Ковров Владимирской обл. (разработка);[12] Люберецкий завод сельскохозяйственного машиностроения им. А. В. Ухтомского, г. Люберцы Московской обл. (производство);[13]
- лазерные взрыватели — научно-исследовательский институт радиотехнической аппаратуры, г. Москва (разработка);[14]
- ракетное топливо — научно-исследовательский химико-технологический институт, г. Люберцы Московской обл. (разработка).[15]

Дальнейшее развитие задела
Во второй половине 1990-х годов была разработана модифицированная версия, получившая обозначение «Тунгуска-М1». Она была принята на вооружение Вооружённых сил Российской Федерации в 2003 году и поставляется на экспорт.
Для обеспечения системы ПВО малых кораблей и ПВО ближнего радиуса крупных боевых кораблей с применением вооружения и некоторых узлов «Тунгуски» был разработан комплекс «Кортик».

## Состав
В состав комплекса 2К22 входят:
- боевые средства в виде батареи из 6 ЗСУ 2С6, вооружённых зенитными автоматами 2А38 и ЗУР 9М311;
- 1Р10 — машина ремонта и технического обслуживания для проведения ТО-1;
- 2В110 — машина технического обслуживания для проведения ТО-2;
- 2Ф55 — машина технического обслуживания с комплектом группового и частично одиночного ЗИП;
- 2Ф77 — транспортно-заряжающая машина, перевозящая 1,5 боекомплекта патронов и 1 боекомплект ЗУР (по одной машине на каждую ЗСУ 2С6);
- ЭСД2-12 — дизельная электростанция для обеспечения внешнего питания ЗСУ 2С6;
- 1РЛ912 — учебно-тренировочное средство для обучения операторов и командиров ЗСУ 2С6;
- 9Ф810 — тренажёр для обучения наводчиков ЗСУ 2С6;
- 9М311УД — учебные ракеты с бортовой аппаратурой для обучения наводчиков ЗСУ 2С6;
- 9М311ГМВ — учебные габаритно-массовые макеты ракет для отработки навыков обращения и сдачи нормативов экипажей ЗСУ 2С6;
- 9М311УР — учебный разрезной макет ракет для изучения конструкции ЗУР 9М311.

## Устройство

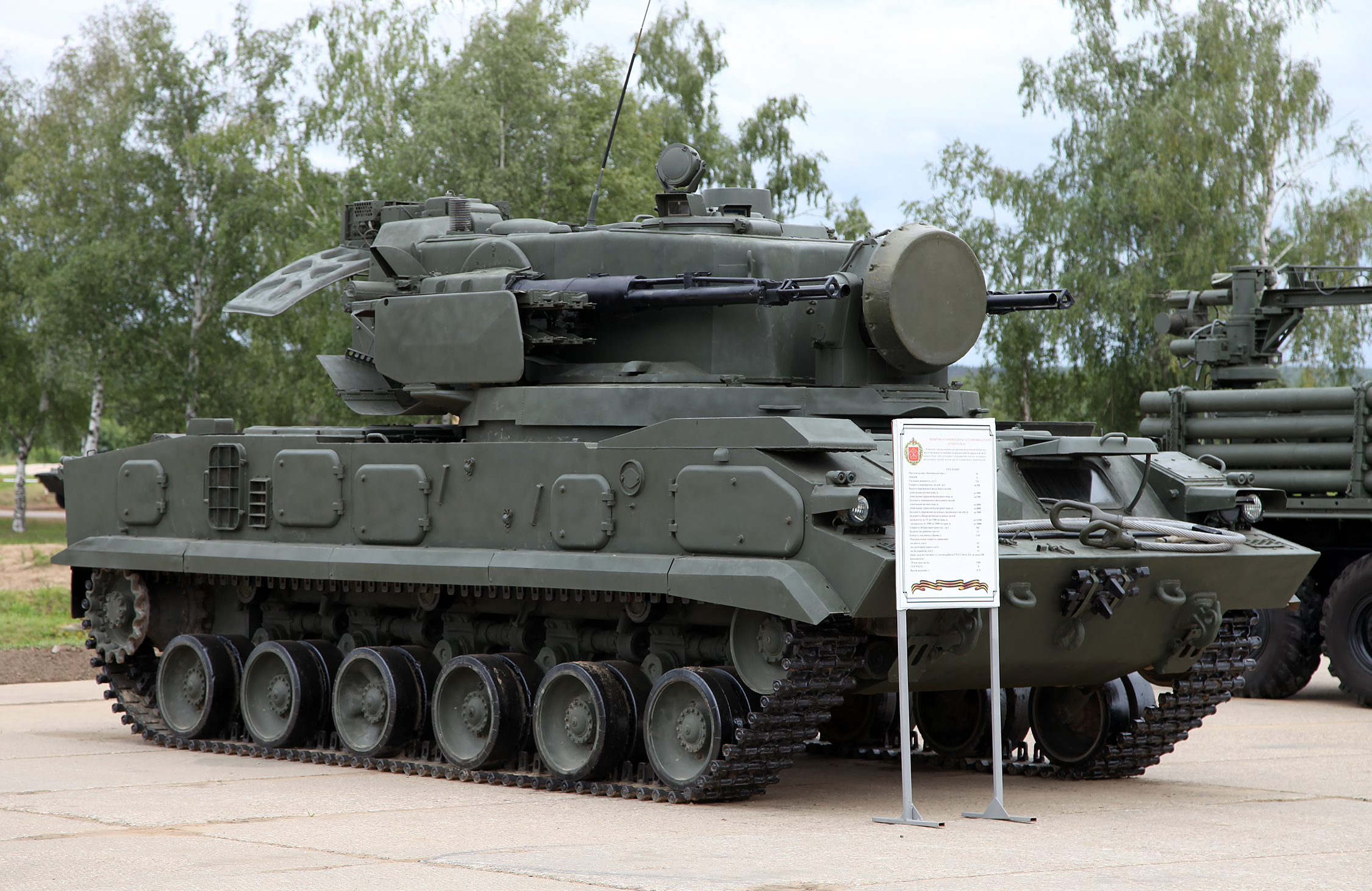
Боевая машина 2С6М ЗПРК Тунгуска-М

Основными узлами комплекса являются:
- самоходное гусеничное легкобронированное шасси ГМ-5975.25[18] либо ГМ-352;
- два 30-мм зенитных автомата 2А38;
- 8 пусковых установок с боекомплектом из 8 зенитных управляемых ракет 9М311;
- радиолокационная система, состоящая из РЛС обнаружения цели, РЛС сопровождения цели и наземного радиозапросчика.

ГМ-352 — гусеничное шасси, оснащённое двумя двигателями: дизельным В-46-2С1, используемым для движения шасси, и вспомогательным газотурбинным 9И56, используемым для питания механизма горизонтального наведения боевой установки. Оба двигателя питаются одним топливом, основное топливо — дизельное, дублирующее (при невозможности заправки диз. топливом) — авиакеросин Т-1, ТС-1.
Трансмиссия — гидромеханическая 4-ступенчатая планетарная коробка передач с дифференциальным механизмом поворота и бортовыми редукторами. Ходовая часть: 2 ведущих колеса (передающих момент от бортовых редукторов на гусеницы), 2 направляющих (служащих для натяжения гусениц), 12 опорных (для передачи веса шасси через гусеницы на грунт) и 6 опорных (для поддержки обратной ветви гусениц) катков.
Ракета 9М311 состоит из двух ступеней. Двигатель первой ступени работает на твёрдом топливе, корпус изготовлен из стеклопластика. Вторая ступень спроектирована без двигателя, полёт проходит по инерции, в хвостовой части размещён газогенератор, обеспечивающий лучшие аэродинамические условия обтекания. Взрыватель неконтактного действия, БЧ со стержневыми поражающими элементами.

## Характеристики

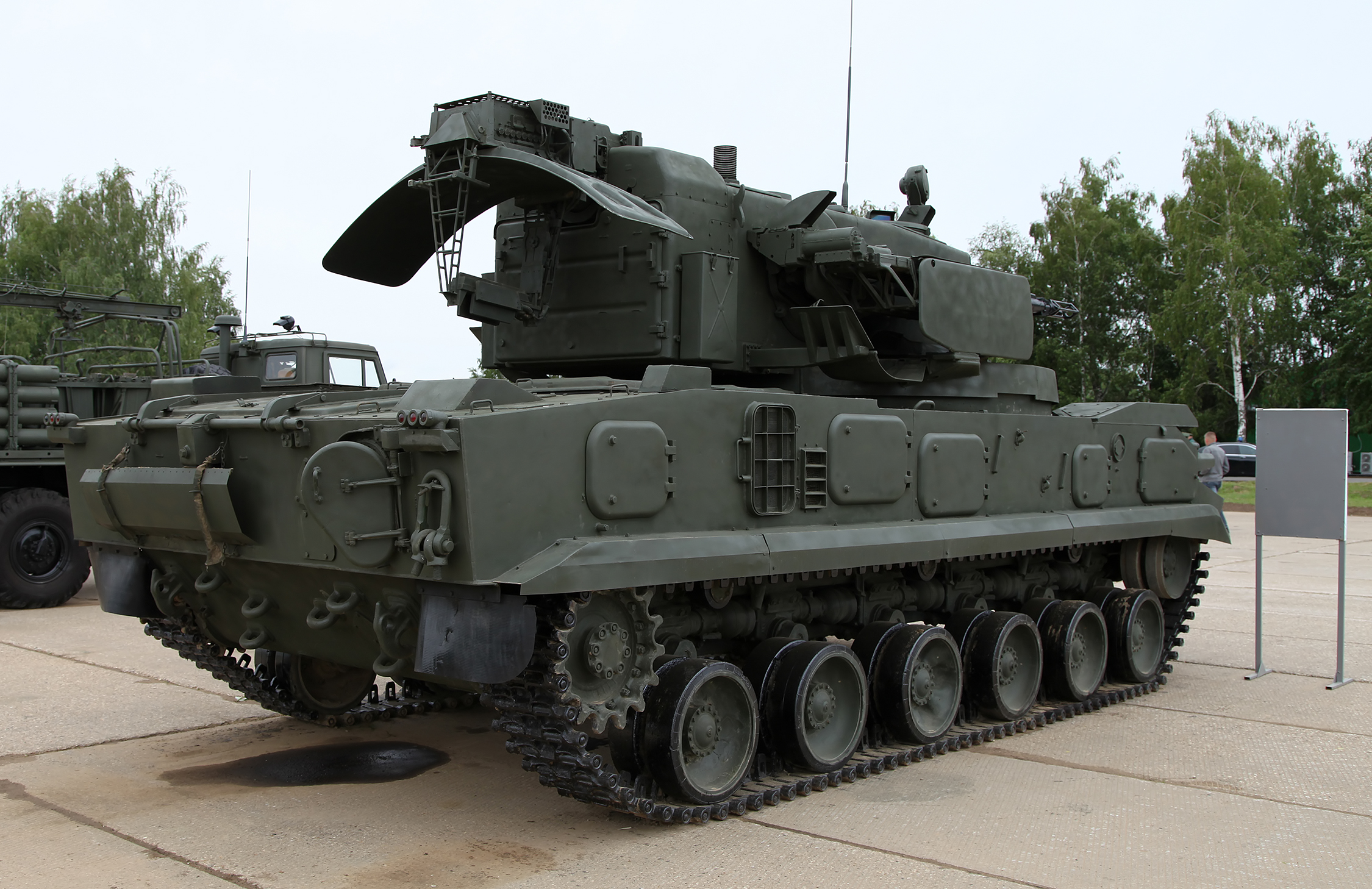

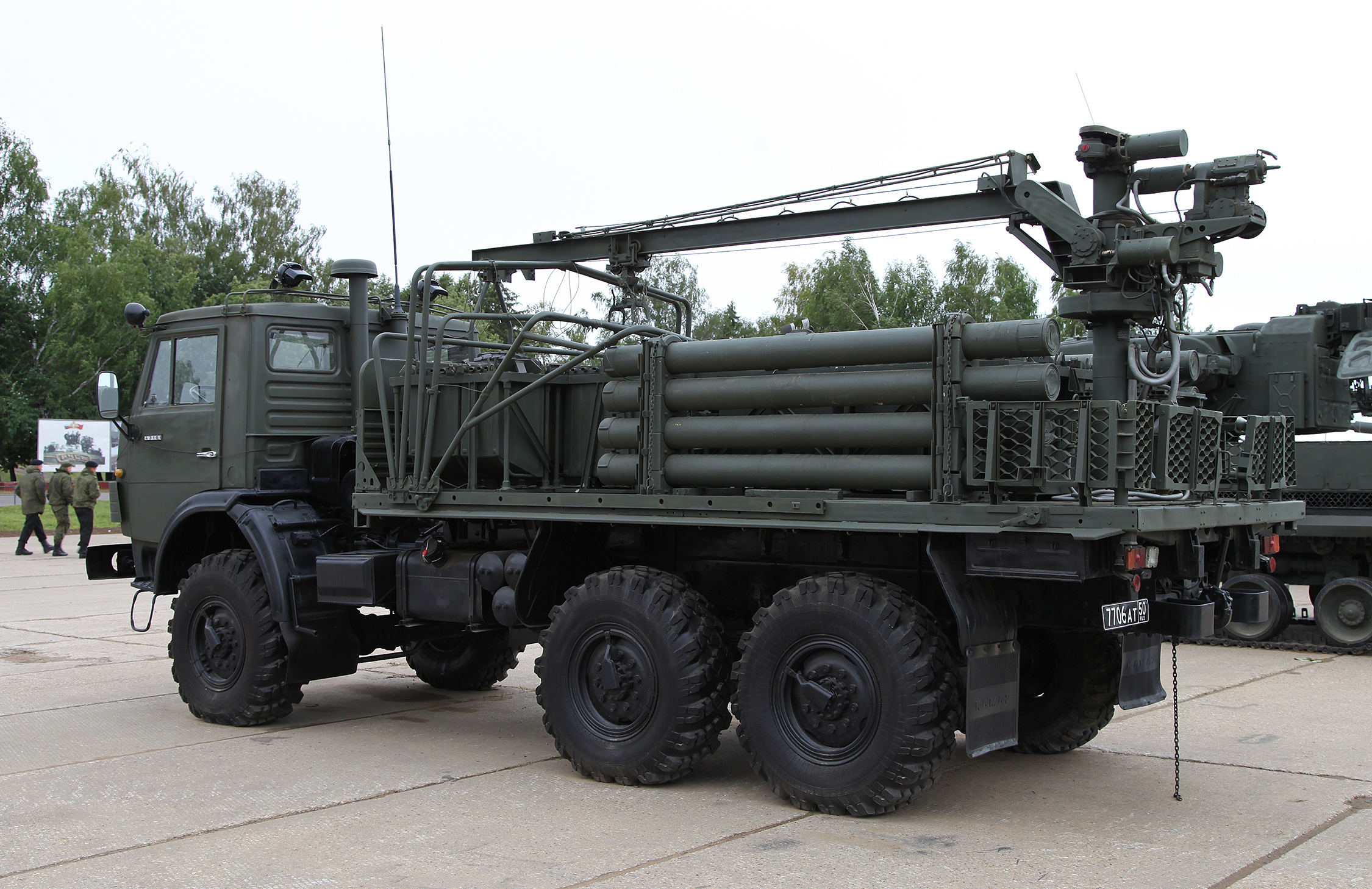
Транспортно-заряжающая машина 2Ф77М из состава ЗРПК 2К22М Тунгуска-М

Сведения из учебника для войск ПВО сухопутных войск СССР:
- Характеристики вооружения
  - зенитные автоматы:
    - начальная скорость снаряда — 960 м/с;
    - темп стрельбы из двух автоматов — от 4000 до 5000 выстр./мин.;
    - максимальная длина непрерывной очереди - 100 выстрелов, после чего требуется небольшой перерыв для принудительного охлаждения стволов[20].

  - ракеты:
    - масса боевой части — 9 кг;
    - средняя скорость — 600 м/с;
    - радиус эффективного поражения боевой части — 5 м;
    - система наведения — полуавтоматическая радиокомандная с оптической линией связи; система наведения работает на литерных частотах, заранее подготовленных перед пуском ЗУР[21];
    - время работы стартового двигателя 2,6 с.
- Параметры зоны поражения воздушных целей, км:
  - ракеты:
    - по высоте — до 3,5,
    - по дальности — от 2,5 до 8,
    - по курсовому параметру— до 4;

  - зенитные автоматы:
    - по высоте — до 3,
    - по дальности — от 0,2 до 4,
    - по курсовому параметру — до 2,
    - дальность поражения наземных целей — до 2.
- Параметры зоны обнаружения и опознавания СОЦ:
  - угловые, град:
    - по азимуту — не ограничено,
    - по углу места — от 18 до 20;

  - по дальности, км:
    - в амплитудном режиме — до 18,
    - в режиме СДЦ — до 16.
- Параметры зоны сопровождения ССЦ:
  - угловые, град:
    - по азимуту — не ограничено,
    - по углу места — от −15 до +87;

  - по дальности, км:
    - в амплитудном режиме — до 15,
    - в режиме СДЦ — до 13.

## ЗПРК 2С6 «Тунгуска» в играх
- ЗПРК 2С6 «Тунгуска» присутствует в модификации «Cold War» игры В тылу врага: Штурм 2
- ЗПРК 2С6 «Тунгуска» присутствует в модификации «Nobody Except Us 2» игры В тылу врага: Штурм 2
- ЗПРК 2С6 «Тунгуска» присутствует в игре Digital Combat Simulator (DCS world).
- ЗПРК 2С6 «Тунгуска» присутствует в игре War Thunder.[22]
- ЗПРК 2С6 «Тунгуска» присутствует в игре Battlefield 4.
- ЗПРК 2С6 «Тунгуска» и ее модификация 2С6М «Тунгуска» присутствуют в игре Wargame: Red Dragon.[23]
- ЗПРК 2С6 «Тунгуска» присутствует в игре Conflict of Nations WW3
- ЗПРК 2С6 «Тунгуска» присутствует в игре Broken Arrow

## Применение

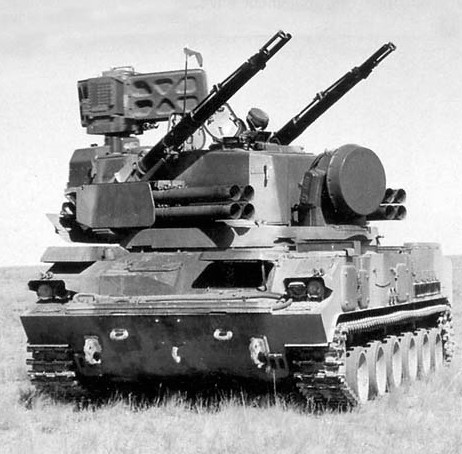

Комплексы применялись в чеченских войнах как мощное средство огневой поддержки. Однако, это применение было неудачным: так, только при штурме Грозного все шесть «Тунгусок» 131-й отдельной мотострелковой бригады были уничтожены. Всего за время первой чеченской войны было использовано 20 единиц, 15 из них потеряны.
Комплекс использовался в ходе вторжения России на Украину. Одна российская боевая машина 2С6М/М1 была захвачена украинской стороной в ходе контрнаступления.

## Модификации

### 2К22М «Тунгуска-М»
Основной задачей модернизации было введение возможности борьбы с большим количеством малоразмерных целей. В состав оборудования была введена аппаратура для сопряжения с пунктом управления 9С482М и подвижным пунктом разведки и управления ППРУ-1, благодаря чему была введена система распределения целей между установками и существенно повышена боевая эффективность. Также был заменён газотурбинный агрегат на новый с увеличенным в два раза ресурсом. Комплекс принят на вооружение в конце 1990 года.

### 2К22М1 «Тунгуска-М1»

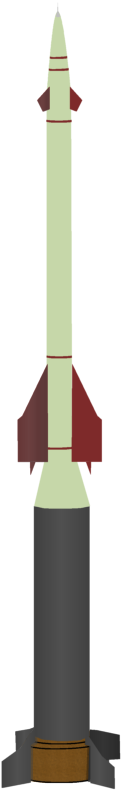
ракета 9М311

Война в Персидском заливе показала новую стратегию ведения боевых действий. Сперва наносился массированный удар беспилотной авиацией вне зоны действия ПВО для разведки радиолокационных средств ПВО, затем система ПВО разрушалась и к боевым действиям подключалась пилотируемая авиация. С учётом полученного опыта в 1992 году была начата работа по дальнейшему совершенствованию ЗПРК «Тунгуска». Модернизация коснулась замены базового шасси на шасси ГМ-5975. Также была введена аппаратура приёма и реализации автоматизированного целеуказания от батарейного командного пункта, инфракрасный пеленгатор ракеты и модернизированная система измерения углов качки. Новый вычислитель имеет более высокое быстродействие и память. Используемые ракеты были усовершенствованы и получили обозначение 9М311-1М. Увеличена помехозащищённость, вместо трассёра установлен непрерывный и импульсный источник света. Благодаря внедрённым усовершенствованиям была увеличена зона поражения по дальности до 10 км. 2 сентября 2003 года комплекс «Тунгуска-М1» был принят на вооружение. В состав комплекса вошли ЗСУ 2С6М1, ТЗМ 2Ф77М, машина ремонта и технического обслуживания 1Р10-1М1, машина тех. обслуживания 2В110-1, машина ремонта и технического обслуживания 2Ф55-1М1, мастерская тех. обслуживания МТО-АГЗ-М1.

## Варианты ракет
- 9М311 — базовый вариант ракеты.
- 9М311К (3М87) — морская версия 9М311 (для системы «Кортик»).
- 9М311-1 — экспортная версия.
- 9М311М (3М88) — модификация ракеты с улучшенными тактико-техническими характеристиками.
- 9М311-1М — модификация ракеты для модернизированного комплекса 2К22М «Тунгуска-М1».

## Операторы

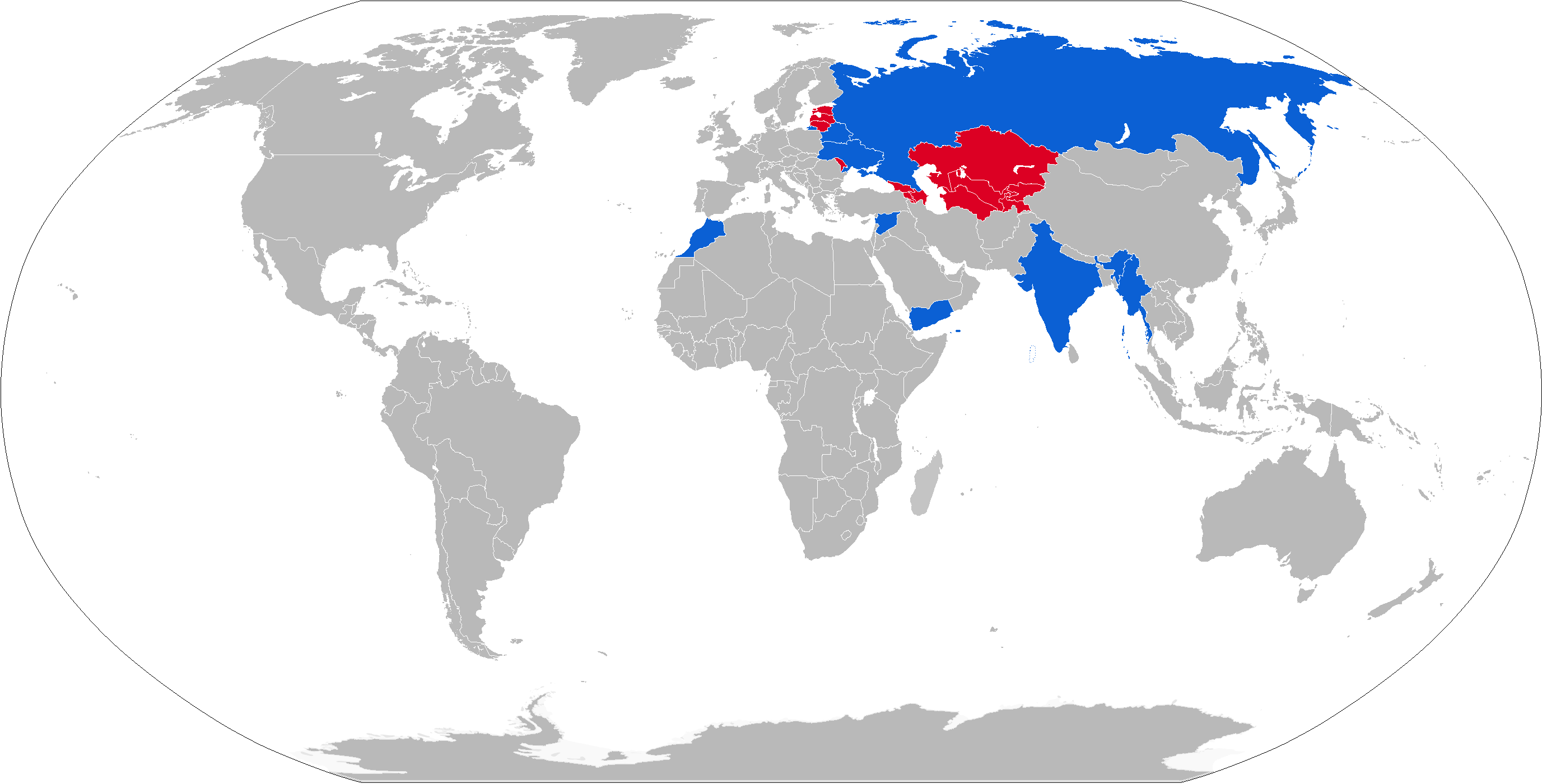
Карта операторов (синий) 2С6 на 2021 год и бывших операторов (красный)

### Современные
- Беларусь — 12 единиц 2С6, по состоянию на 2021 год[28][29][30].
- Индия — 66 единиц 2С6М, по состоянию на 2022 год[31][32].
- Марокко — 12 комплексов 2С6, по состоянию на 2021 год[33].
- Мьянма — 38 единиц 2С6, по состоянию на 2021 год[34][32]

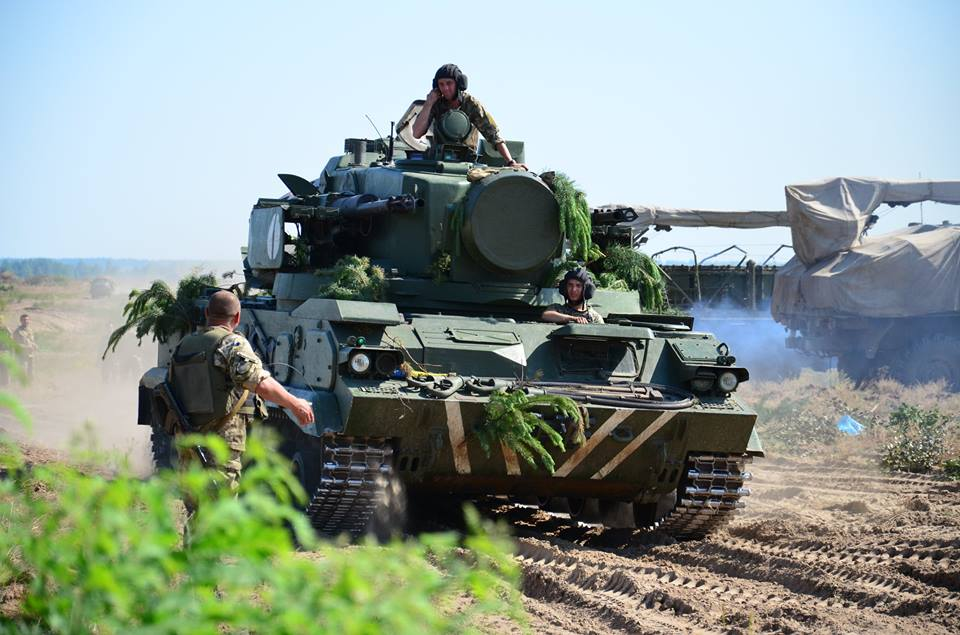
2К22 Вооружённых сил Украины

- Россия — более 240 единиц 2С6М, по состоянию на 2024 год[35].
- Украина — 75 единиц 2С6 по состоянию на 2024 год[36].

### Бывшие
- Йемен — некоторое количество 2С6М1 (по состоянию на 2005 год[37]).
- Сирия — 6 единиц 2С6М1 поставлено в 2008 году.[38].

## Памятники и музейные экспонаты
| Тип | Бортовой номер | Место нахождения                                                                                                | Изображение |
| --- | -------------- | --- | ----------- |
|     | 209            | Парк военной техники «Патриот» города Луга, Ленинградская область, Россия                                       |             |
|     |                | Памятник в городе Ковылкино, Республика Мордовия, Россия                                                        |             |
|     |                | Экспонат в Музее отечественной военной истории в деревне Падиково Истринского района Московской области, Россия |             |